# Károlyi Mihály Kollégium (Szeged)
A Károlyi Mihály Kollégium a Szegedi Tudományegyetem (SZTE) karközi kollégiuma (hiszen az egyetem hat karának hallgatói lakják), amely Szeged városában, azon belül Rókus városrészen található a Kossuth Lajos sugárút 74. alatt. Ez Magyarország legnagyobb kollégiuma.

## Története
A rendszerváltást megelőzően az épület munkásszállóként funkcionált, majd 1988 óta működik kollégiumként. A diákok addig az Irinyi-épületben laktak, de az épület romló állapota miatt kellett őket ide átköltöztetni.

## Neve
A kollégium gróf Károlyi Mihályról kapta a nevét, amelyet a mai napig visel. Az intézmény neve számos felháborodást és vitát váltott ki az elmúlt években. Amikor 2015-ben a Ságvári Endre Gyakorló Gimnázium névváltozása felmerült a helyi Jobbik elnöke, Tóth Péter javaslatot tett a kollégium névváltozása mellett a városi tanács ülésén. Elmondása szerint Károlyi felelős a Tanácsköztársaságért és Trianonért, ezért hazaáruló, akinek a nevét nem viselheti a kollégium. Emellett a SzeretemSzegedet.hu oldal is kifogásolta a kollégium elnevezését.

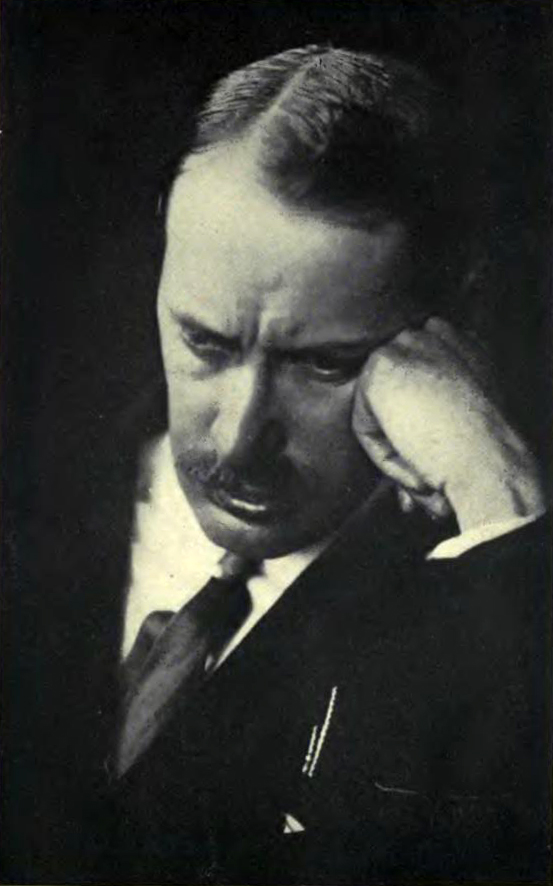
Károlyi Mihály (1875-1955) politikus, miniszterelnök, az első magyar köztársasági elnök. Az ő nevét viseli az egyetemi kollégium, ami többször is vitát váltott ki.

## Elhelyezkedése
A kollégium (és annak két épülete) a Rókusi sugárút mellett helyezkedik el. Könnyen megközelíthető a 2-es villamossal, a 90-es, 90F-es autóbusszal és a tram-trainnel is a Vásárhelyi Pál utcai megálló révén. A főbb oktatási intézmények (egyetemi kari épületek) tömegközlekedéssel 15 percre vannak a kollégiumtól.
A kollégium közvetlen környezetében található a rókusi vasútállomás, a Szeged Pláza és egy Tesco is. A kollégiummal szemben található a SZVSE pálya.

## Felszerelése

### Tanulás
A kollégium A-épületében számos tanulási lehetőség található. A földszinten van könyvtár (5500 kötettel, főleg szép- és szakirodalommal) és számítógépterem, első emeletén tanulószobák és a második emeletén gyakorlók (főleg zenekaros hallgatóknak). 

### Kikapcsolódás, mindennapok
Ezenkívül az A-épület alagsorában található férfi és nő konditerem, kisbolt, a B-épület udvarán lábtenisz-pálya és kerékpártároló. A B-épület alagsora rendelkezik mosókonyhával. Minden kolis szint rendelkezik akvival (Tv szoba) és konyhával. 

## Szobák
A kollégium két épületből áll: egy A és egy B épületből.
Az A épület harmadik emeletén 18 db 4 fős szobák, míg a B épületben háromfős szobák várják az egyetem hat karának (ÁJTK, BTK, GTK, JGYPK, TTIK, ZMK) hallgatóit. 600 fő elszállását tudják biztosítani szeptembertől júniusig. A nyári időszakban vendégek is igénybe vehetik a szobákat.
Az A épület első két emeletén 27 fő elszállásolására 2-3 fős, komfortfokozattal bíró szobák vannak.
Szintén az A épület második emeletén található a 72 fő elszállásolását biztosító 10-12-15 ágyas turistaszállók, amelyek közös illemhelyiséggel és tusolóval vannak felszerelve.

## Szervezeti felépítés

### Kollégiumi bizottság
A kollégiumi önkormányzat végrehajtó és irányító szerve. A titkár irányítja munkáját. A Bizottság tagjai:
- az igazgató (jelenleg Varga Ágnes)

- a titkár

- Szintképviselők: a tanév elején az A-épület, illetve a B-épület 10 szint szintgyűlése által egy évre megválasztott személye, aki képviseli a szintet a bizottságon.

## Rendezvények
- Ismerkedési est
- Októberfeszt
- KOPAJ (Kollégiumi Pajkosságok)
- Károlyis Karácsony
- Károlyis Farsang
- Károlyis Sportnap